# Milano Marittima
Milano Marittima is een plaats (frazione) in de Italiaanse gemeente Cervia, provincie Ravenna.

## Galerij

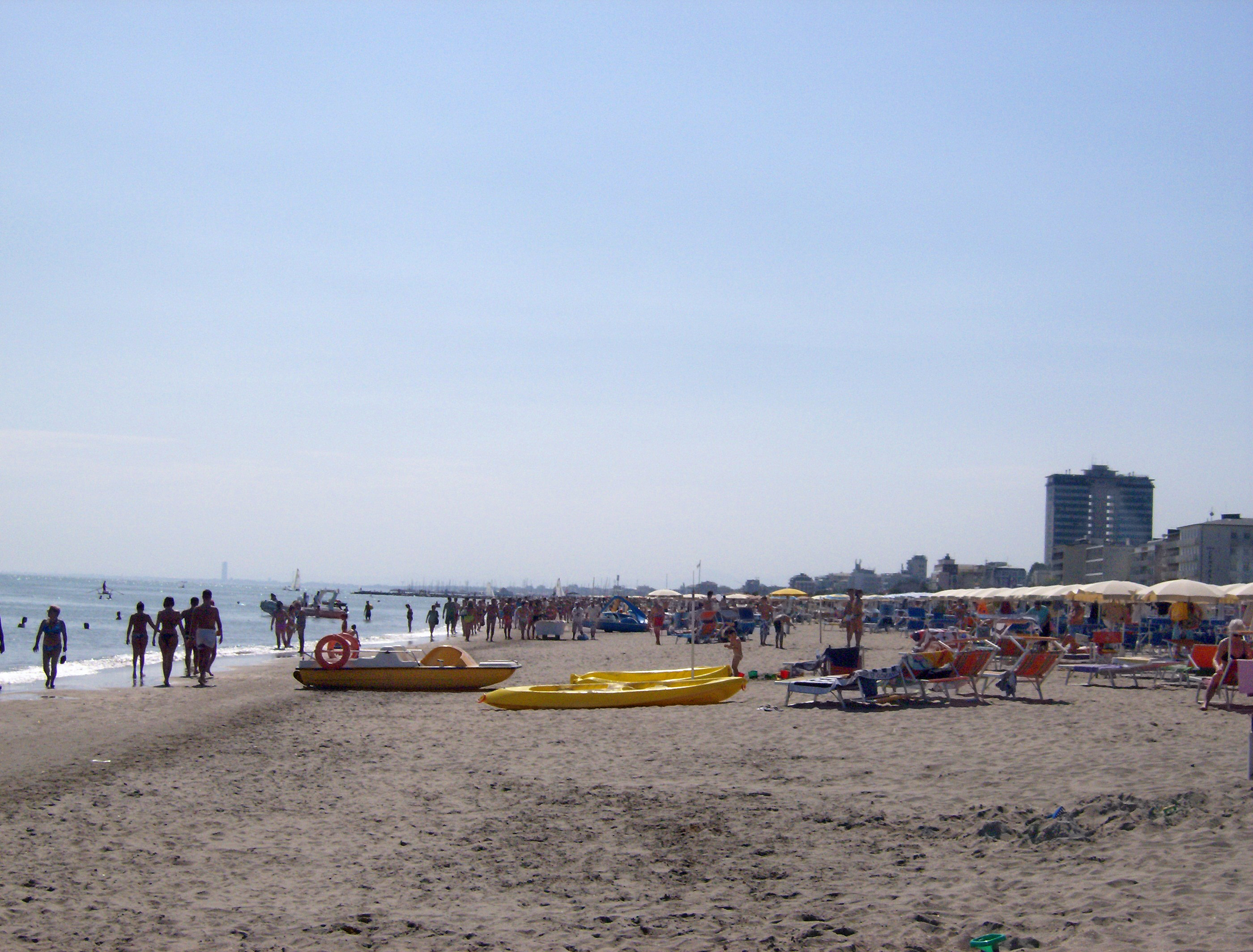
Strand van Milano Marittima
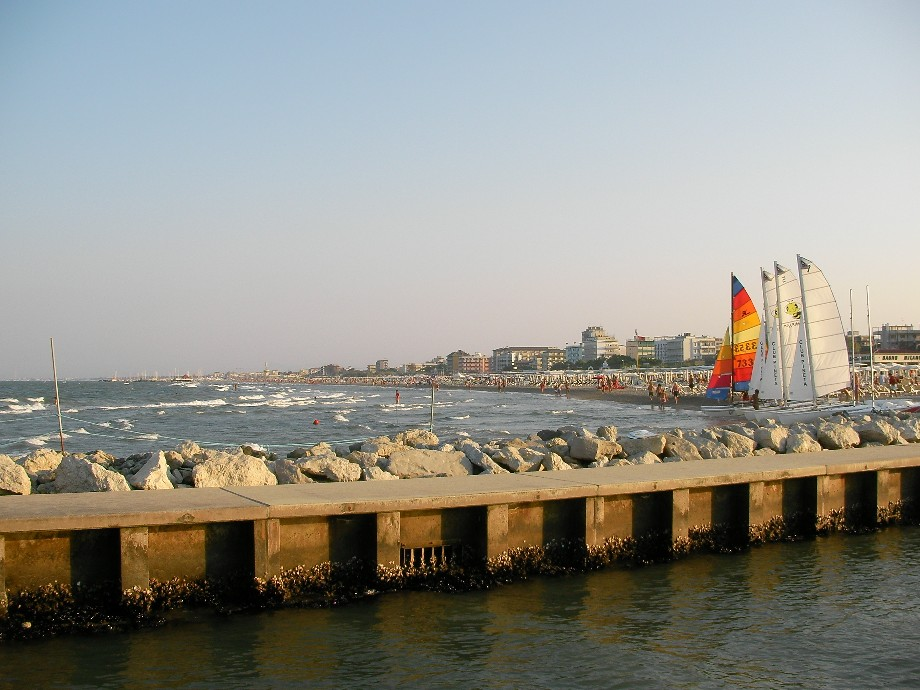
Het strand
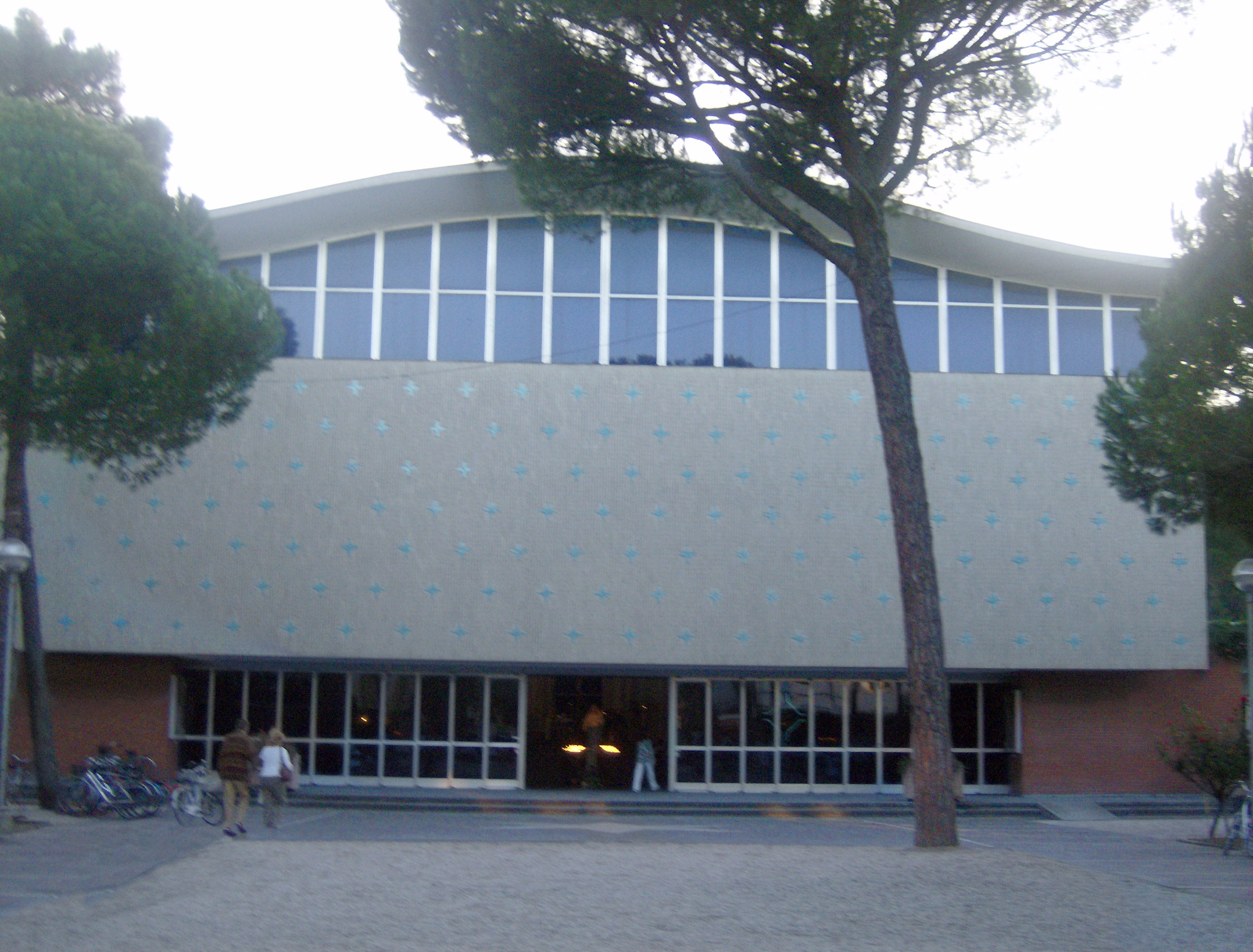
Stella Mariskerk
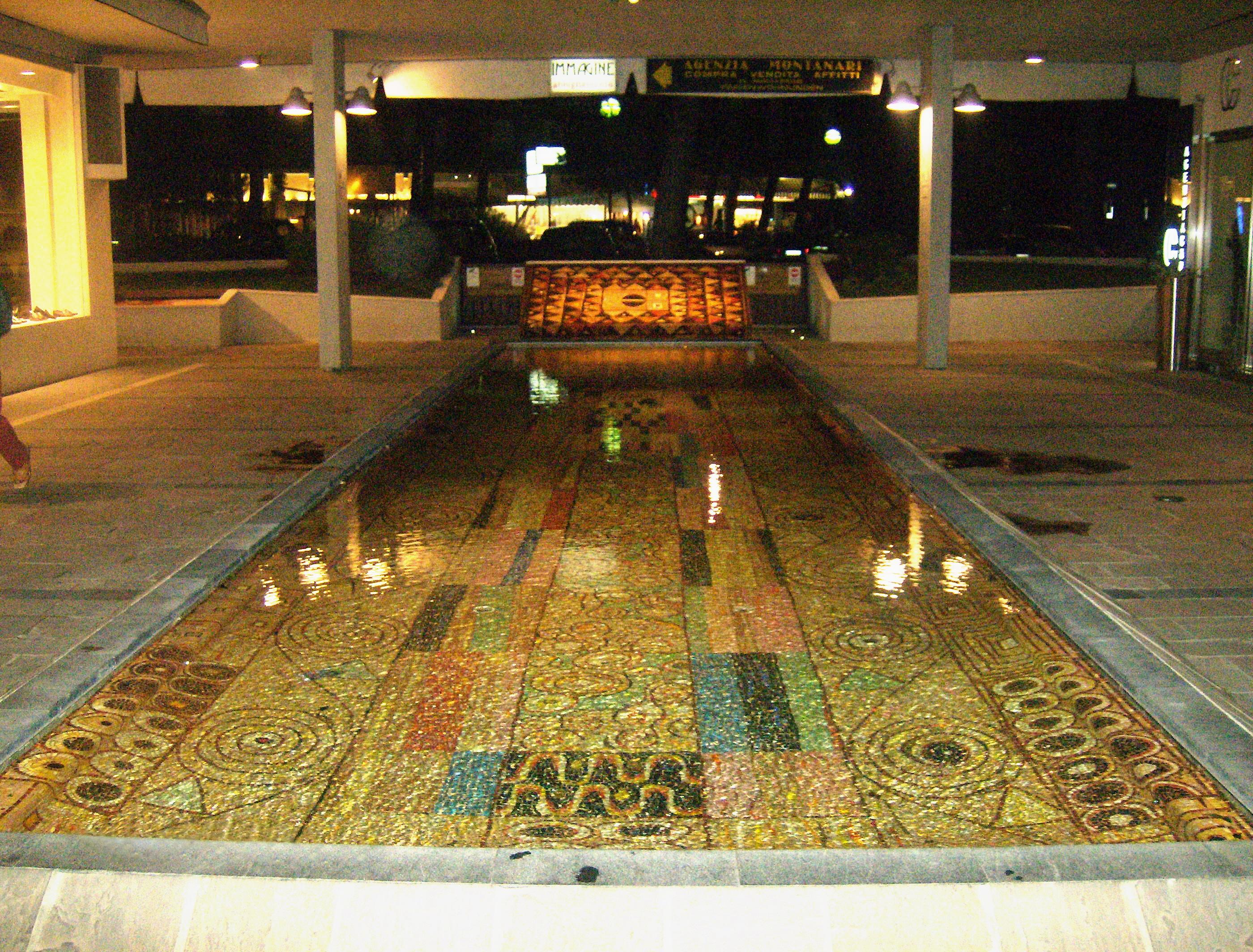
Mozaïeken